# Душанбе
Душанбе́ (тадж. Душанбе, с тадж. — «Понедельник») — столица Таджикистана, город республиканского значения, самый крупный научно-культурный, политический, экономический, промышленный и административный центр страны. В Душанбе расположены высшие органы государственной власти страны.
Население на 1 июля 2023 года — 1 228 400 человек. Центр Душанбинской агломерации.
С 12 января 2017 года мэр — Рустам Эмомали.

## Этимология
Город был образован в 1925 году из кишлака Дюшамбе, который в прошлом назывался Дюшамбе-Бозор — «базар по понедельникам», где таджикское ду шамбе — «понедельник», дословно — «второй день после субботы» (шамбе — «суббота») и бозор — «базар, рынок». Базарный день был важным признаком кишлака, и его наименование вошло в название селения. В 1929 году Дюшамбе переименовали в Сталинабад — «город Сталина» (таджикское обод («город») кириллицей традиционно писалось как абад). В 1961 году в ходе десталинизации городу было возвращено его исконное название, но в написании, изменённом на Душанбе.

## География
Расположен на 38° северной широты и 68° восточной долготы в густонаселённой и плодородной Гиссарской долине, на высоте 750—930 метров над уровнем моря. Площадь города до 2020 года составляла 126,6 км², а в 2020 году была расширена до 203,1825 км². Через город с севера на юг протекает река Варзоб (Душанбинка или Душанбе-Дарья), питающая искусственное Комсомольское озеро в центре города, а с востока на запад — Кафирниган. К северу от города находится Варзобское ущелье — в нём расположены многочисленные базы отдыха.
Сейсмичность города довольно высока, и по нормам строительства 1930—1940 годов оценивалась на уровне 7—8 баллов. Наблюдения за землетрясениями проводит Душанбинская сейсмологическая станция.

### Климат
Климат города — субтропический внутриконтинентальный и несколько смягчается его горным положением. Лето в Душанбе длительное и жаркое, осадки очень редки. Зима сравнительно короткая, вследствие стока влажного воздуха зима сопровождается обильными осадками, чем отдалённо напоминает средиземноморский климат. Весна дождливая и относительно затяжная, с частыми грозами. Начало осени относительно сухое, однако затем осень становится дождливой и сырой.
Выражены сухой (июнь — октябрь) и влажный (декабрь — май) сезоны. Средняя температура января — +1 °С, июля — +28 °С. Январские температуры в долинах колеблются от 0 °С до 2 °С, в высокогорьях опускаются до −28 °C, июльские температуры в долинах колеблются от 23 °С до 30 °C, в горах — от 4 °С до 15 °С. Максимум осадков приходится на зиму и весну, летом и осенью дожди идут редко.
| Показатель                                                                    | Янв.  | Фев.  | Март  | Апр. | Май  | Июнь | Июль | Авг. | Сен. | Окт. | Нояб. | Дек.  | Год   |
| ----------------------------------------------------------------------------- | ----- | ----- | ----- | ---- | ---- | ---- | ---- | ---- | ---- | ---- | ----- | ----- | ----- |
| Абсолютный максимум, °C                                                       | 21,6  | 23,1  | 29,6  | 33,8 | 38,8 | 42,8 | 49,0 | 42,8 | 38,9 | 36,8 | 29,7  | 24,3  | 49,0  |
| Средний суточный максимум, °C                                                 | 9,4   | 10,6  | 15,6  | 20,6 | 26,1 | 32,8 | 35,6 | 34,4 | 30,0 | 23,3 | 15,6  | 10,6  | 22,1  |
| Средняя температура, °C                                                       | 1,7   | 4,0   | 8,8   | 15,1 | 19,7 | 24,8 | 27,4 | 25,4 | 20,3 | 14,2 | 8,6   | 4,0   | 14,5  |
| Средний суточный минимум, °C                                                  | −0,6  | 1,7   | 5,6   | 9,4  | 13,3 | 17,8 | 19,4 | 17,2 | 12,8 | 7,8  | 3,3   | 0,6   | 9,0   |
| Абсолютный минимум, °C                                                        | −26,6 | −17,3 | −13,4 | −7,8 | 1,2  | 8,4  | 10,9 | 8,1  | 3,0  | −4,4 | −13,5 | −19,5 | −26,6 |
| Норма осадков, мм                                                             | 66    | 75    | 108   | 105  | 66   | 6    | 3    | 1    | 3    | 31   | 45    | 60    | 568   |
| Источник: Sistema de Clasificación Bioclimática Mundial Hong Kong Observatory |       |       |       |      |      |      |      |      |      |      |       |       |       |

| Показатель                        | Янв. | Фев. | Март | Апр. | Май  | Июнь | Июль | Авг. | Сен. | Окт. | Нояб. | Дек. | Год  |
| --------------------------------- | ---- | ---- | ---- | ---- | ---- | ---- | ---- | ---- | ---- | ---- | ----- | ---- | ---- |
| Средний суточный максимум, °C     | 10,3 | 12,7 | 18,1 | 23,6 | 29,2 | 34,8 | 38,0 | 35,9 | 32,5 | 24,1 | 15,7  | 11,4 | 23,9 |
| Средняя температура, °C           | 4,9  | 6,9  | 12,1 | 16,6 | 21,4 | 26,0 | 28,7 | 26,5 | 22,7 | 15,9 | 9,5   | 5,9  | 16,4 |
| Средний суточный минимум, °C      | −0,7 | 1,1  | 6,1  | 9,6  | 13,6 | 17,1 | 19,3 | 17,0 | 12,9 | 7,7  | 3,1   | 0,4  | 9,0  |
| Источник: www.weatheronline.co.uk |      |      |      |      |      |      |      |      |      |      |       |      |      |

### Состояние окружающей среды
Загрязнение воздуха происходит от производственных объектов и автотранспорта, а также от пыльных бурь — афганцев; источником сероводорода являются заводы и естественные эманации (80 % общего объёма) источников в северной части города и вдоль русла реки Душанбинки.

## История

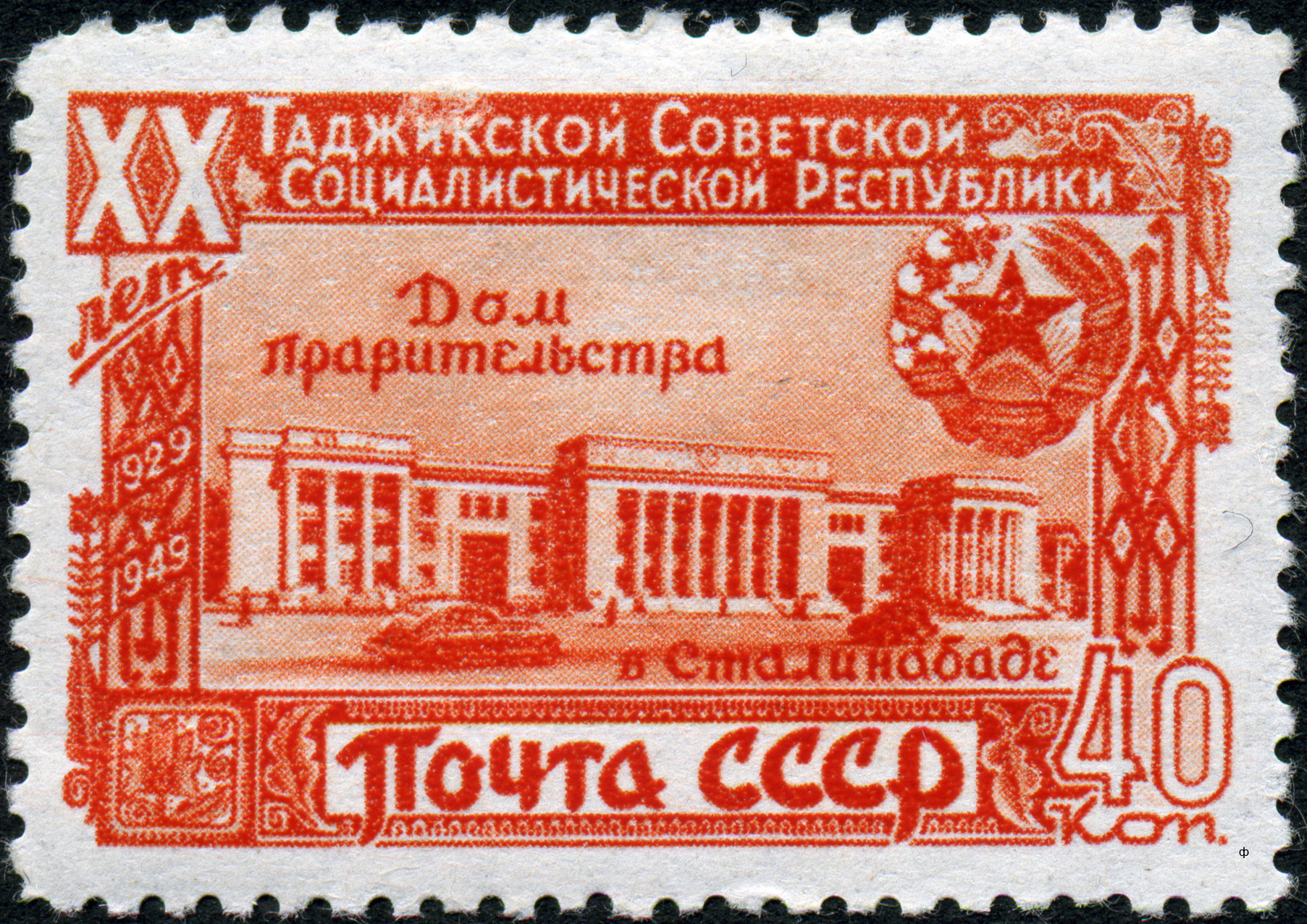
Дом правительства в Сталинабаде, 20 лет Таджикской ССР, Марка Союза ССР

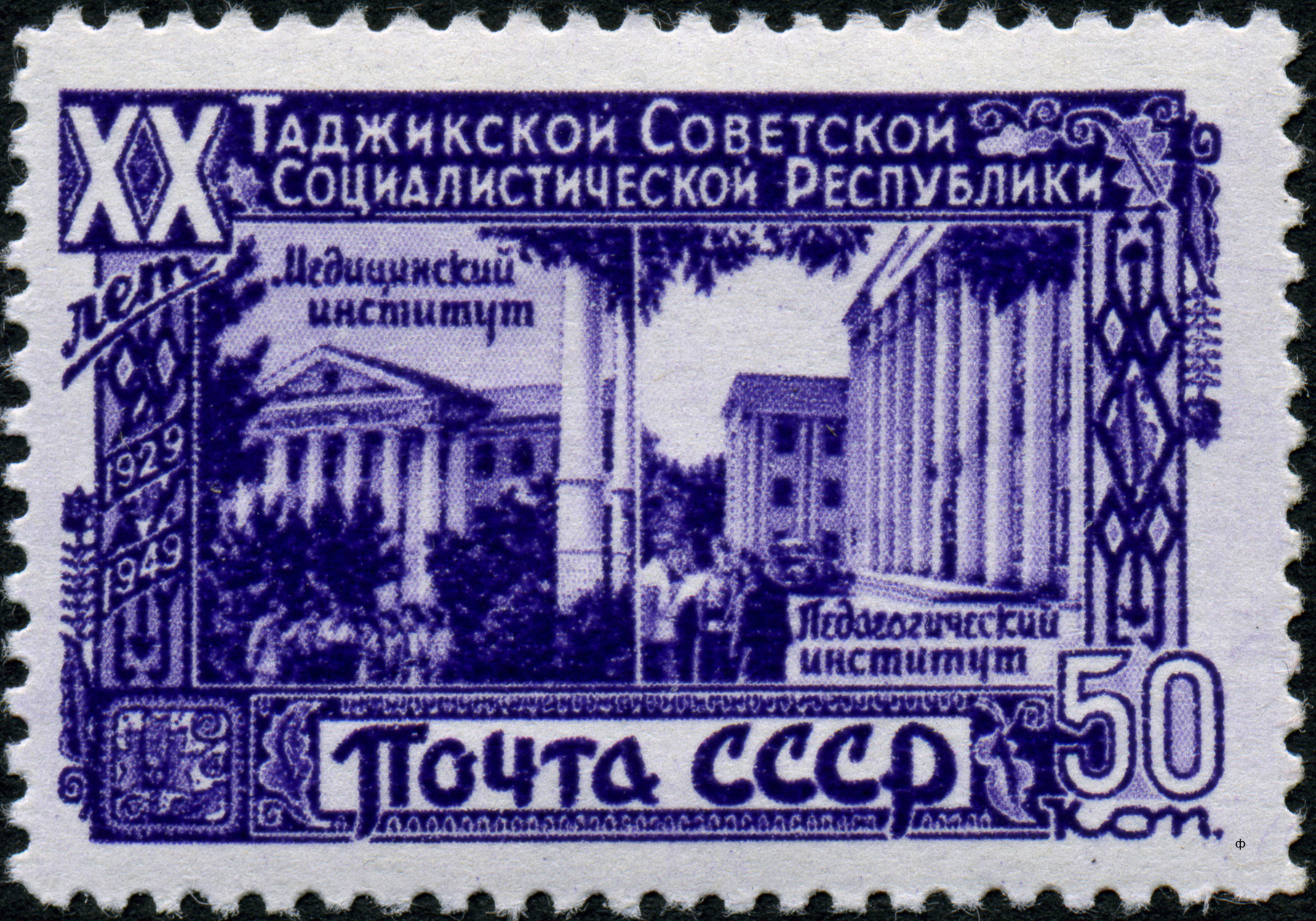
Мединститут и пединститут, Сталинабад, 20 лет Таджикской ССР, Марка Союза ССР

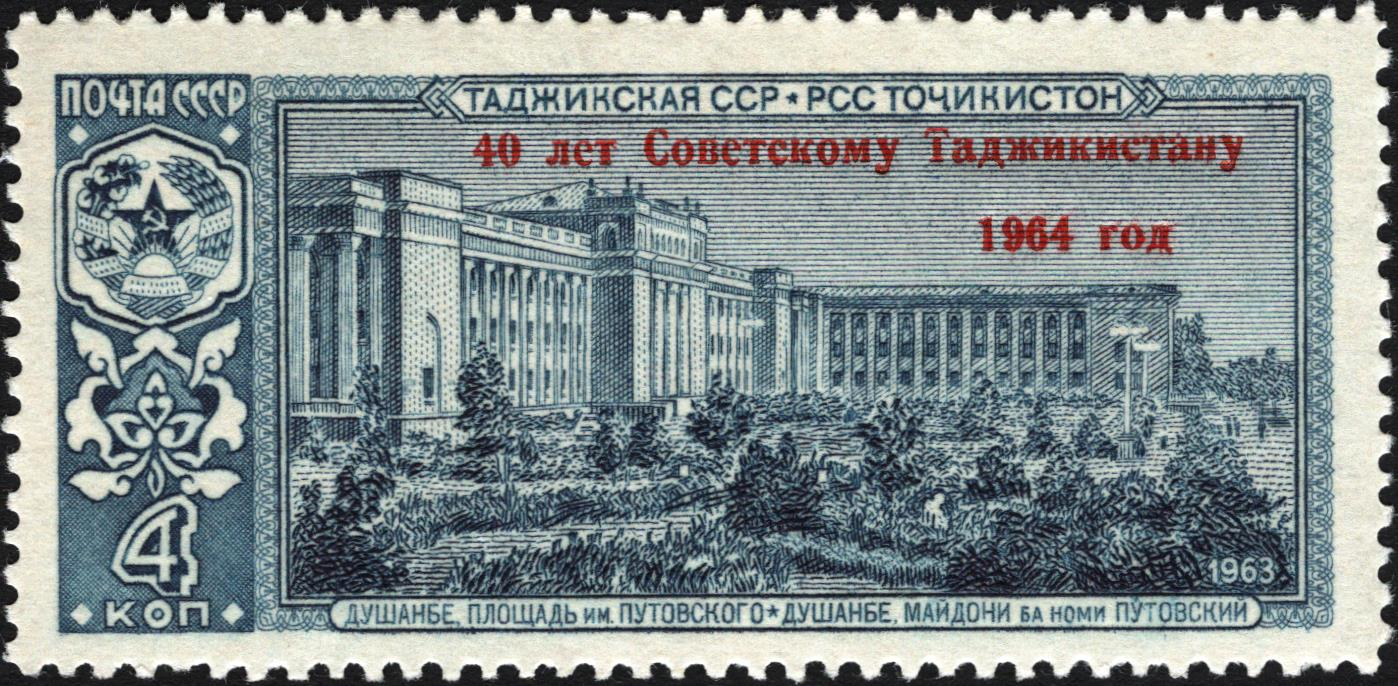
40-летие Советского Таджикистана, Марка Союза ССР

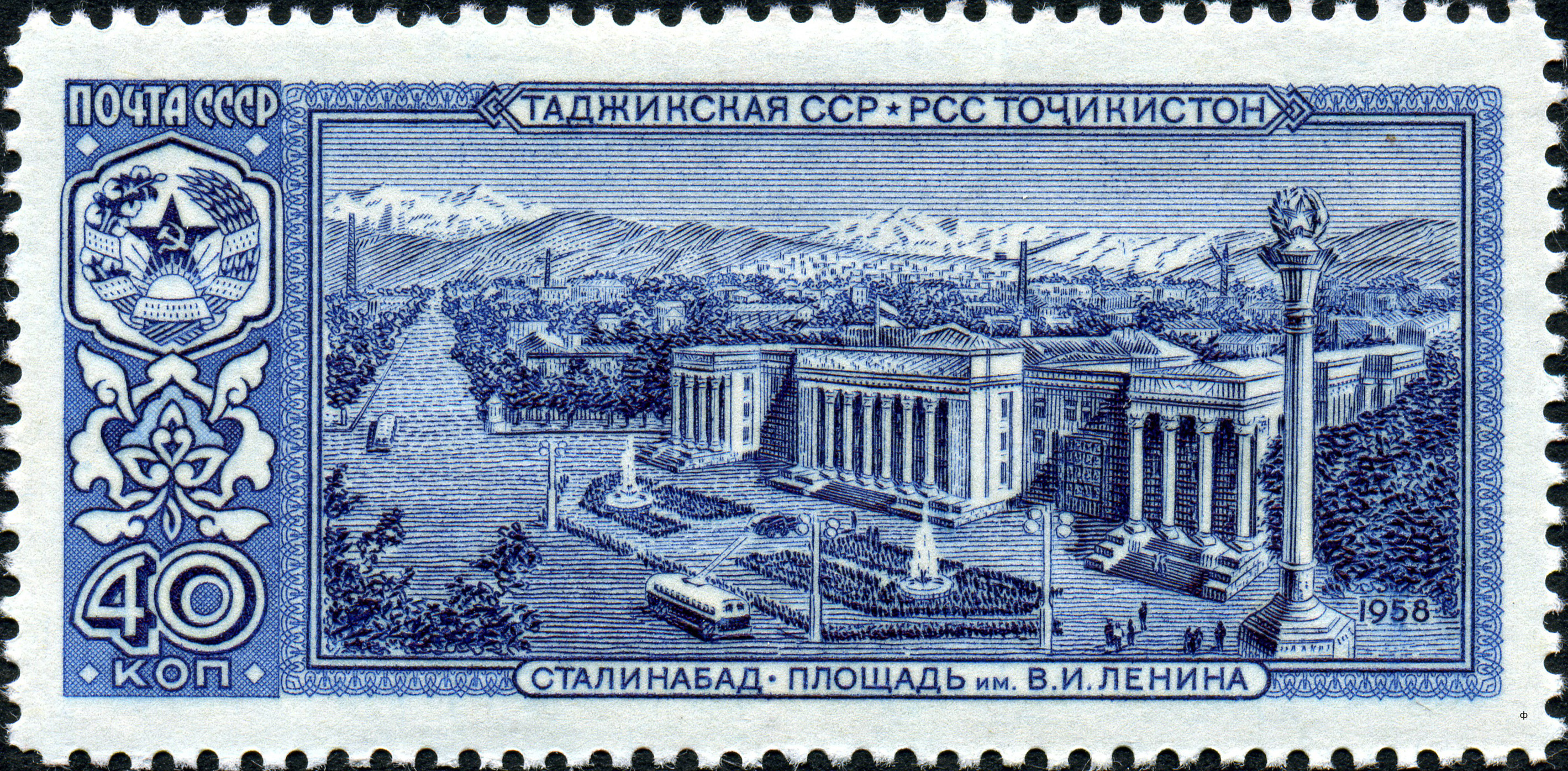
Почтовая марка СССР, 1958 год. Сталинабад. Площадь Ленина

На берегу реки Душанбинки ещё в III (возможно, IV) веке до н. э. появился крупный античный город кушанского времени. Находки античной керамики свидетельствуют о том, что за городскими стенами существовали сельские поселения шахракхо («городки»).
Первое письменное упоминание о кишлаке Душанбе встречается в конце 1676 года. Он возник на перекрёстке дорог, по понедельникам здесь проходил крупный базар, отчего произошло название (душанбе на таджикском — «понедельник»). В кишлаке насчитывалось более 500 дворов и проживало примерно 8000 человек.
В 1826 году нынешняя столица Таджикистана называлась Душанбе-Курган. Первая карта с указанием города Душанбе была составлена в 1875 году. Тогда город представлял собой крепость на обрывистом берегу, с 10 000 жителей. Кварталы города делились как по профессиональной принадлежности мастеров, так и по национальным общинам. Центрами общественной жизни были караван-сараи. В 14 квартальных мечетях находились мактабы, в городе было 2 медресе.
Душанбе находился в составе Бухарского Эмирата. В 1920 году последний бухарский эмир Сейид Алим-хан бежал в этот город, но в феврале следующего года бежал и отсюда в связи с наступлением Красной армии. В начале 1922 года город был взят войсками басмачей под предводительством Энвара-паши, но 14 июля 1922 года снова перешёл под власть большевиков и был провозглашён столицей Таджикской Автономной Советской Социалистической Республики в составе УзССР, которая в 1929 году была выделена в Таджикскую Советскую Социалистическую Республику.
В 1924—1929 годах город официально назывался Дюшамбе. 16 октября 1929 года переименован в Сталинабад в честь руководителя СССР И. В. Сталина. 10 ноября 1961 года городу возвращено первоначальное название — Душанбе.
В 1929 году была проведена первая железная дорога, соединившая столицу Таджикистана с Ташкентом и Москвой. Это дало толчок к развитию в городе текстильной, электро- и пищевой промышленности, а также машиностроения. В ноябре 1931 года президиум Душанбинского горсовета обратился к Московскому городскому совету с просьбой взять шефство над таджикской столицей, и Моссовет откликнулся на эту просьбу. Москва осуществляла, в частности, шефство над радиосвязью и почтой Таджикистана. Трест «Мосрадиострой» построил в Душанбе широковещательную коротковолновую станцию для связи Душанбе—Ташкент—Москва.
В течение 1930—1933 годов в городе было возведено здание ТЭС.
В первой половине 1940-х годов в строй ввели цементный, авторемонтный и электромеханический заводы.
Во время Великой Отечественной войны 1941—1945 годов — в Душанбе были эвакуированы десятки крупных предприятий из Москвы, Ленинграда и других городов европейской части СССР; в больницах и госпиталях города восстанавливали своё здоровье раненые воины Красной армии; в то же время тысячи душанбинцев воевали на фронтах Великой Отечественной войны, многие из них погибли в боях.
В 1950—1960-е годы продолжалось масштабное строительство города — как жилых массивов, так и крупных объектов административного и общественного назначения.
В феврале 1990 года в Душанбе произошли массовые беспорядки. Было убито 25 и ранено 565 человек.
Площадь города до 2020 года составляла 126,6 км², а в 2020 году была расширена до 203,1825 км², что привело к росту численности города с 863,4 тыс. жителей на 1 января 2020 года до 1 миллиона 185,4 тысячи жителей на 1 января 2021 года.
В 2025 году Советом Глав государств СНГ Душанбе присвоено почётное звание почётное звание Содружества Независимых Государств «Город трудовой славы. 1941–1945 гг.».

## Официальные символы
Официально утверждённый символ города Душанбе — герб, авторами которого являются С. Курбанов и А. Н. Заневский.

## Административно-территориальное деление

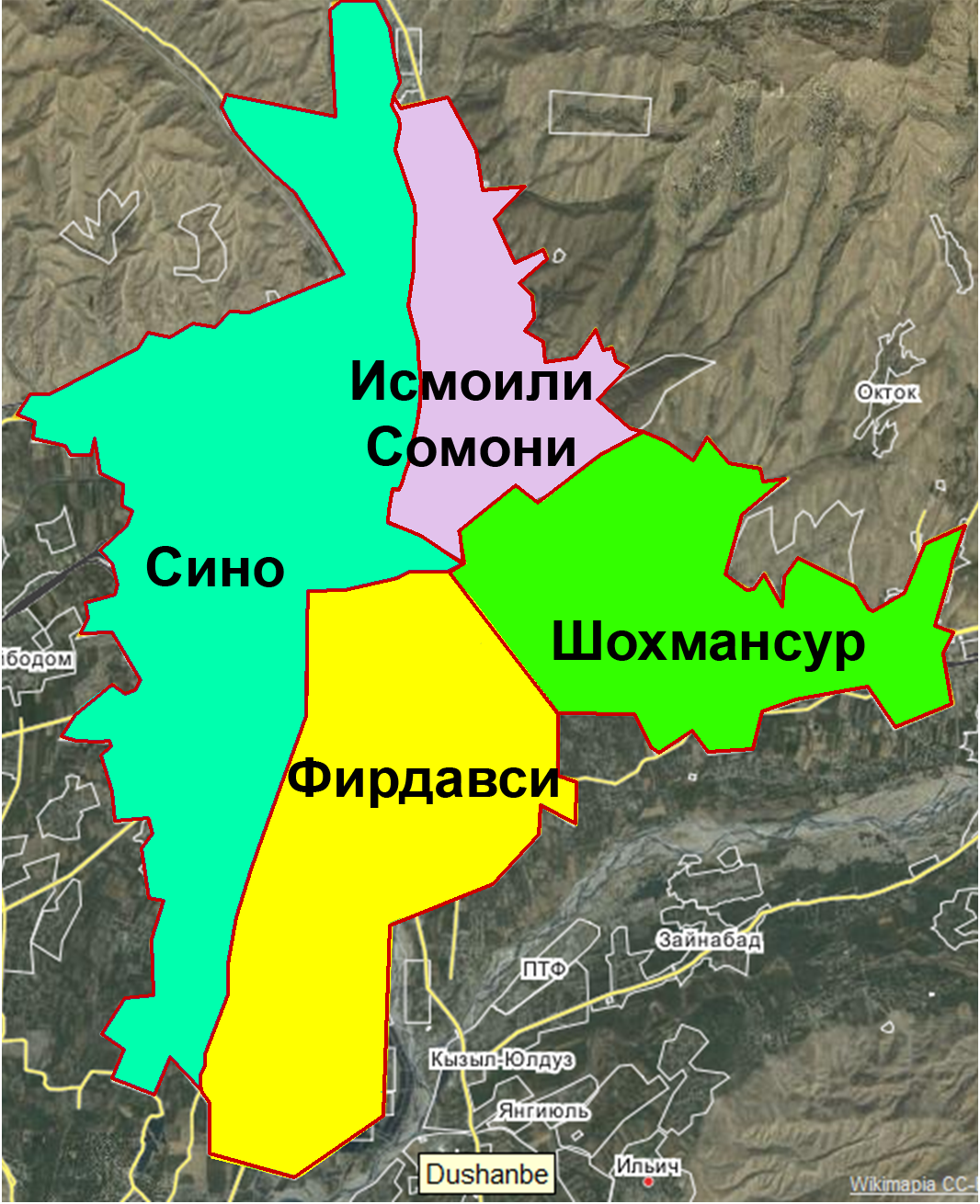
Административное деление Душанбе

Город Душанбе — единственный город с районным делением в Таджикистане, и в связи с этим его Совет народных депутатов и исполнительная власть (хукумат) обладают областным статусом в контексте закона Республики Таджикистан «О государственной власти на местах». Исполнительную власть в районах столицы представляют председатели районов. Закон РТ «О статусе столицы Республики Таджикистан» определяет организационные, правовые, экономические и социальные условия осуществления городом Душанбе функций столицы Таджикистана.
18 июля 2013 года было объявлено о планах увеличения территории Душанбе втрое.
Душанбе делится на 4 района, в каждом из которых действует своя администрация (районный хукумат):
| Название района   | Прежнее название | Площадь, км² | Население, человек (2019) | Председатель района     |
| ----------------- | ---------------- | ------------ | ------------------------- | ----------------------- |
| 1. Исмоили Сомони | Октябрьский      | 37,6         | 148 700                   | Кадирзаде Руслан Раджаб |
| 2. Сино           | Фрунзенский      | 62,2         | 326 100                   | Саидзода Тоҷиддин Ниёз  |
| 3. Фирдавси       | Центральный      | 54,5         | 209 000                   | Умед Гуреззода          |
| 4. Шохмансур      | Железнодорожный  | 48,9         | 162 600                   | Билол Иброхим           |

В 2020 году территория Душанбе была расширена за счёт района Рудаки, в состав города были переданы земли площадью 7 659,25 гектаров: всего 35767 хозяйств с населением 218260 человека, в том числе из джамоата Россия — 9 населённых пунктов, Чимтеппа — 12, Сарикишти — 8 сёл полностью и 5 — частично, Чоряккорон — 2 села полностью и 6 частично, Гулистон — 5 села полностью и 1 частично, Чортеппа — 2 села полностью и 2 частично, посёлка Навобод — 2 гектара территории. Общая площадь Душанбе составила 20 318,25 га, в том числе районы Сино — 6224,39, Фирдавси — 5447,96, Шохмансур — 4888,90 и Исмоили Сомони — 3759,00 га. Это привело к росту численности города с 863,4 тыс. жителей на 1 января 2020 года до 1 миллиона 185,4 тысячи жителей на 1 января 2021 года.

## Население
По данным Агентства по статистике при президенте Республики Таджикистан, по переписи населения на 1 января 2022 года, численность населения города Душанбе составила 1 201,8 тыс. жителей. Плотность населения — 5 914,4 чел./км². Национальный состав: таджики — 89,5 %, узбеки — 6,7 %, русские — 2,6 %, другие народы — 1,2 %. За 2010 год общий прирост населения составил 3,46 %. 
В Душанбе проживает более 12,16 % жителей страны. Прямой подсчёт численности населения производится 1 раз в 10 лет в результате переписи населения, в промежутках между переписями ведётся текущий подсчёт численности населения на основании сведений о числе смертей и рождений, а также количестве жителей, выехавших или же поселившихся на постоянное место жительства.
| Численность населения | Численность населения | Численность населения | Численность населения | Численность населения | Численность населения | Численность населения | Численность населения |
| 1939                  | 1989                  | 1991                  | 1992                  | 1993                  | 1994                  | 1995                  | 1996                  |
| --------------------- | --------------------- | --------------------- | --------------------- | --------------------- | --------------------- | --------------------- | --------------------- |
| 82 597                | ↗592 200              | ↘584 300              | ↗584 500              | ↘546 900              | ↘523 400              | ↘511 900              | ↘505 600              |
| 1997                  | 1998                  | 1999                  | 2000                  | 2001                  | 2002                  | 2003                  | 2004                  |
| ↘501 100              | ↗518 800              | ↗538 600              | ↗564 000              | ↗579 300              | ↗591 600              | ↗605 000              | ↗616 900              |
| 2005                  | 2006                  | 2007                  | 2008                  | 2009                  | 2010                  | 2011                  | 2012                  |
| ↗630 000              | ↗644 300              | ↗658 000              | ↗674 200              | ↗693 200              | ↗711 200              | ↗731 100              | ↗748 000              |
| 2013                  | 2014                  | 2015                  | 2016                  | 2017                  | 2018                  | 2019                  | 2020                  |
| ↗764 300              | ↗775 800              | ↗788 700              | ↗802 700              | ↗816 200              | ↗831 400              | ↗846 400              | ↗863 400              |
| 2021                  | 2022                  |                       |                       |                       |                       |                       |                       |
| ↗1 185 400            | ↗1201800              |                       |                       |                       |                       |                       |                       |

В советское время значительную часть населения города составляли русские и русскоязычные, однако в ходе распада СССР и последующей гражданской войны почти все они покинули город.

## Промышленность
Промышленный комплекс столицы включает 230 предприятий промышленности различных форм собственности, где занято около 19 тысяч жителей столицы. Ими производятся более 300 наименований продукции. В общем объёме произведённых товаров народного потребления, около 30 % (включая продовольствие) составляет продукция столичных производителей. Основная экспортируемая продукция, производимая в столице — это хлопчатобумажная пряжа, готовые х/б ткани, чулочно-носочная продукция, кабельные изделия, арматура, изделия переработки сельхозпродуктов, оборудование для торговли и др. Функционируют более 10 совместных промышленных предприятий.

### Структурное деление промышленности
С точки зрения доминирующих отраслей промышленность подразделяется:
Лёгкая промышленность — наиболее развитая отрасль промышленного комплекса столицы. Такое положение объясняется прежде всего тем, что основные сырьевые ресурсы (хлопок, шёлковые коконы и др.) производятся в самой республике. Включает в себя предприятия:
- АООТ «Текстиль» (текстильное и прядильно-ткацкое производство) с производительной мощностью переработки 25 тыс. тонн хлопка-волокна в год
- ООО «СП ВТ Рохи Абрешим» (совместное вьетнамо-таджикское предприятие по переработке шёлка-сырца и производству готовых шёлковых изделий)
- АООТ «Нафиса» (предприятие по производству чулочно-носочных изделий)

Электротехническая отрасль и машиностроение включают крупнейшие предприятия республики, такие как ПО «Таджиктекстильмаш», АООТ «Таджиккабель», АООТ «Памир», АООТ «ЭЛТО» — производство электронной техники, электробытовых товаров; АООТ «Торгмаш» производит оборудование для предприятий торговли.
Пищевая и перерабатывающая промышленность производит все виды продовольственной продукции, включая вино-водочные изделия. Крупнейшими предприятиями отрасли являются масложировой и молочные комбинаты, консервные заводы, вино- и пивзаводы, а также предприятия, производящие хлебобулочную и кондитерскую продукцию.
Промышленность строительных материалов включает в себя кирпичные заводы, цемзавод, шиферный завод, а также другие предприятия, выпускающие стройматериалы и железобетонные конструкции и изделия.
Металлургия — арматурный завод, одно из крупнейших предприятий республики, производящее чугунное литьё, водо-, газо-, и нефтепроводную арматуру.
Также крупнейшими предприятиями города являются:
- АООТ «Носочи-Точик»
- Таджикцемент
- ЗАО «Гулистон»
- АООТ «Нафиса»
- ОАХК «Барки Точик»

Другие крупные предприятия:
- Душанбинская ТЭЦ
- Завод железобетонных конструкций № 1
- Душанбинский завод железобетонных конструкций и строительных деталей
- Завод «Фонон»
- АООТ «Хумо» (бывший «ТаджикГидроАгрегат»)
- Душанбинский завод нестандартного оборудования

## Торговля и сфера услуг
В городе действуют много супермаркетов и торговых центров. Особенно в период строительного бума в Душанбе начали строить всё больше торговых центров.
В Душанбе традиционно для Средней Азии также сильны позиции базара.

### Рынки (базары)
- Дехкан Базар (снесён)
- Шохмансур, известный также как «Зелёный базар» (снесён)[31]
- Баракат, или Путовский базар (снесён)[32]
- Сафариён (ранее Аджина-базар)
- Крупнейший в стране оптовый рынок ООО «Корвон»
- Султони Кабир (снесён)
- Саховат
- Джал-Джам (снесён)
- Фаровон
- Мехргон (до 2017 года — «Пойтахт-90»)[33]
- Кушониён

## Транспорт
В городе Душанбе представлены железнодорожный, авиационный и автомобильный виды транспорта.
В городе имеется железнодорожная станция Душанбе. Железнодорожный транспорт сосредоточен в составе государственного унитарного предприятия «Таджикская железная дорога» Министерства транспорта Республики Таджикистан.
На востоке города находится аэропорт Душанбе. В 2014 году построен новый терминал, оборудованный четырьмя телетрапами.

### Городской транспорт
Ведущая роль в транспортном обслуживании города Душанбе принадлежит автомобильному транспорту. В городе работают 35 автотранспортных предприятий. Имеется троллейбусный парк, насчитывающий около 200 троллейбусов. Троллейбусное движение в городе было начато 1 мая 1955 года. Две скоростные дороги пересекают город в меридиональном и широтном направлениях. В 2015 году было выпущено около 100 троллейбусов, которые производились на Душанбинском троллейбусном заводе. Также вступили в работу новые модели автобусов.
В центре столицы Республики — на проспекте Абуали ибн Сино — находится Душанбинский автовокзал, построенный в 1976 год. В новейшее время, в 2013 году, в автовокзале была произведена генеральная реконструкция и реорганизация, и после того как работу автовокзала взяла на себя компания Asian Express, автобусные рейсы стали осуществляться практически во все регионы страны.
По состоянию на начало 2020 года автотранспортная сеть города Душанбе состоит из 83 маршрутов, в том числе 26 автобусных, 8 троллейбусных и 49 маршрутных такси. Ежедневно на указанных маршрутах задействованы 355 единиц автобусов, 54 единицы троллейбусов, 1120 единиц микроавтобусов; кроме того, ежедневно выходит на работу более 1550 единиц такси, представляющих 11 служб такси. Автобусный подвижной состав представлен автомашинами Akia Ultra LF12 (Yeni) местной сборки и Anadolu Isuzu Citibus (Yeni); троллейбусный подвижной состав представлен троллейбусами Тролза-5275.03 «Оптима», БКМ 32100D и ЗиУ-682Г-016 (018); подвижной состав маршрутного такси представлен микроавтобусами Mercedes-Benz Sprinter и Hyundai H-1/Starex.
В последние годы значительно активизировалось развитие и расширение инфраструктуры общественного транспорта. Строятся новые остановки общественного транспорта, закупаются современные автобусы и троллейбусы, открываются новые маршруты.
В 2013 году Душанбе стал первым городом Центральной Азии, в котором открылись автодром и картингдром.
В 2025 году в Душанбе планируется начать работы по строительству метро.

## Архитектура

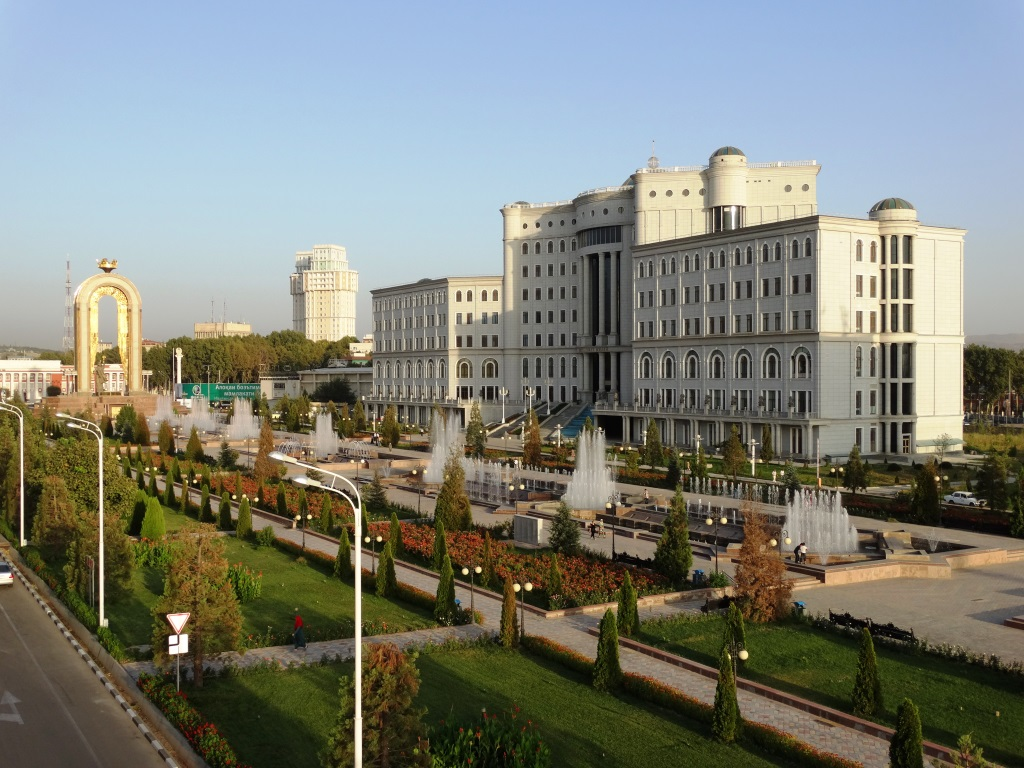
Национальная библиотека Таджикистана, г. Душанбе

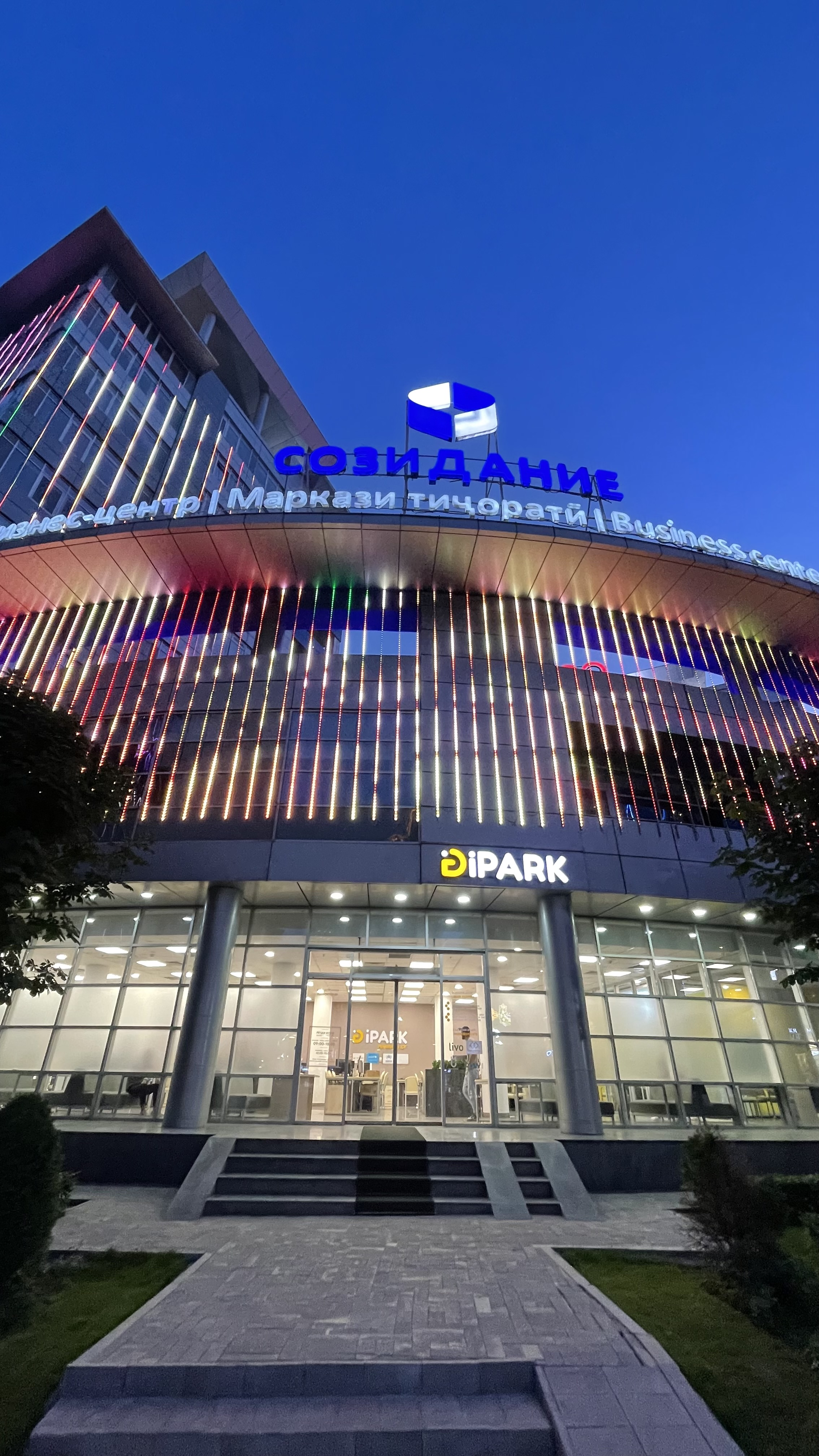
Бизнес-центр Созидание, Проспект Айни — 2023

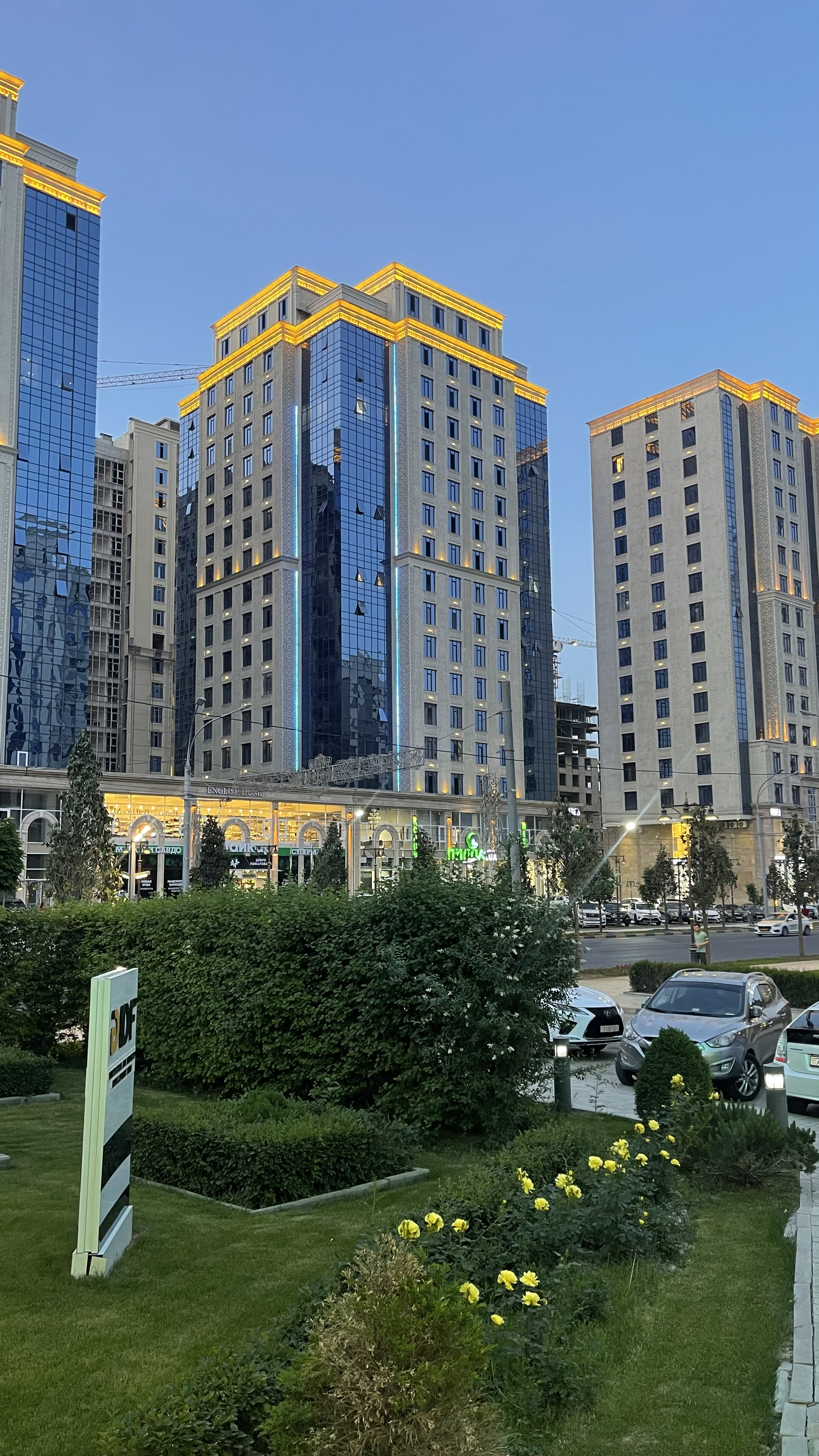
Проспект Айни — 2023

27 апреля 1927 года Совет Народных Комиссаров Таджикской республики принял постановление «О строительстве города Душанбе». В первое время, до 1930 года, в городе строились только одноэтажные здания из сырцового кирпича. В январе 1930 года в городе был построен и начал выпускать продукцию новый кирпичный завод. К этому времени в городе по проектам архитектора Ваулина были построены здание Совета народных комиссаров (затем — Совета Министров, ныне здесь расположено министерство сельского хозяйства республики) по улице Ленина (в настоящее время — проспект Рудаки) и Народного комиссариата земледелия (ныне в нём находится Министерство юстиции) на углу улиц Ленина и Куйбышева.
В 1933 году было построено здание ТЭС, которое стало первым в Душанбе зданием из сборного железобетона (строительство началось в 1930 году). В том же году была введена в строй швейная фабрика.
В октябре 1936 года было сооружено первое здание железнодорожного вокзала Душанбе.
К концу 1930-х годов в Душанбе находилось 4295 зданий, в подавляющем большинстве одноэтажных.
В первой половине 1940-х годов были пущены в эксплуатацию цементный, авторемонтный и электромеханический заводы.
В 1946 году было завершено строительство Дома правительства на площади Ленина, начатое ещё в 1940-х годах.
В 1950-е годы идёт строительство трёхэтажных и четырёхэтажных жилых домов. В этот период в Душанбе были возведены здания Республиканской публичной библиотеки, Государственного банка, ЦК Компартии Таджикской ССР, краеведческого музея, Министерства внутренних дел на площади Победы, Государственного академического драматического театра имени А. Лахути и др.
В 1960-х годах были построены аэропорт, новый железнодорожный вокзал, гостиница «Душанбе».
В 1972 году была пущена в эксплуатацию автоматическая междугородняя телефонная станция.
В 2011 году в городе построили самый высокий в мире флагшток.
В последнее время в Душанбе были построены здания в псевдонеоклассическом стиле, такие как 22-этажный комплекс «Душанбе-Плаза», торговый центр «Бозори Мехргон», жилой комплекс «Бухоро Палас», самая большая чайхана в Средней Азии «Наврузгох» и здания Министерства иностранных дел и Налогового комитета Республики Таджикистан, а также строится самый большой театр в Средней Азии.

## Достопримечательности и туризм
Душанбе в основном город одноэтажный. Двух-, четырёхэтажные жилые дома, здания ВУЗов и различных учреждений встречаются на центральных улицах и реже на окраинах. Для архитектуры Душанбе характерно преобладание разных стилей. Сохранились здания, воздвигнутые в 1930-х годах под влиянием конструктивизма. Но большая часть построена во второй половине XX — начале XXI века в национальных мотивах: дома с колоннами, с овальными или стрельчатыми арками, горельефами, статуями и другими украшениями.
Через город до аэропорта тянется главная и наиболее протяжённая автомагистраль города — проспект А. Рудаки, где находятся основные достопримечательности. На ней расположены основные площади и университеты. Символ таджикской государственности олицетворён в мемориале Исмаилу Самани.
До 1929 года в Душанбе вели лишь тропы. В современном городе есть парки и искусственные озёра. В месте, где река Варзоб втекает в город на высоком уступке, раскинулся Парк культуры и отдыха имени С. Айни. В центре парка — отделанный цветным мрамором одноимённый мавзолей. От него расходятся тенистые аллеи. На аллее Дружбы деревья посажены руками писателей — участников Первой конференции писателей стран Африки и Азии. Сейчас эти саженцы выросли в чинары.
В городе возвышаются красивые здания административных учреждений, культурных и бытовых центров. Среди них Дом правительства, здание парламента, киноконцертный зал имени Борбада («Кохи Борбад»), гостиницы «Душанбе» (до 2017 года — «Пойтахт»), «Таджикистан», «Серена» и «Хайатт», чайханы «Рохат», дома быта «Садбарг» и других. Ещё один характерный признак города — большое количество памятников видным деятелям Таджикистана, а также великим мыслителям и философам А. Фирдоуси, А. Рудаки, Авиценне, О. Хайяму, С. Айни. На площади им. С. Айни до марта 2013 был расположен Республиканский объединённый историко-краеведческий и изобразительных искусств музей имени Бехзада.
После утверждения правительством (хукуматом) города генерального плана реконструкции Душанбе центральные улицы начали преобразовываться. В последние годы изменился облик центральной площади города. Многие административные здания и жилые дома были снесены с целью реконструкции. Самый массивный в республике памятник Ленину был снесён в 1992 году. Вместо него был установлен памятник классику таджикско-персидской литературы А. Фирдоуси, затем, в 1999 году, — Исмаилу Самани. В 2007 году демонтирован памятник Ленину в столичном парке культуры и отдыха. В 2000-х снесены горбольница со зданием, построенным в 1910-х годах (первое кирпичное сооружение, построенное в городе), Дом офицеров, Стадион «Динамо», парк им. Ленина.
В столице появились новые высотные здания, такие как жилой комплекс «Пойтахт-80», 22-этажный бизнес-центр «Душанбе — Плаза», новые здания Национальной библиотеки и музея, городской сад «Боги Рудаки» со скульптурой А. Рудаки, новые площади с национальным гербом и флагом Республики Таджикистан (флагшток высотой 165 метров считается самым высоким в мире) и др.
В столице Таджикистана действуют 8 театров, 8 музеев, 5 кинотеатров, 4 библиотеки и др. Вокруг города много санаториев, пансионатов и туристических баз. Ближайший к столице горнолыжный курорт в Такобе, пансионат Ходжа-Обигарм с термальными источниками, частные спортивно-оздоровительные комплексы и коттеджи находятся в Варзобском ущелье вблизи Душанбе.

### Другие достопримечательности
- Президентский дворец и площадь Дусти (Дружба)
- Дворец Единства
- Национальный музей Таджикистана (новое здание)
- Национальный музей древностей Республики Таджикистан: здесь собраны многочисленные экспонаты, представляющие богатую историю региона, в том числе и статуя Хатлонского будды, высотой 14 м, обнаруженного на раскопках в 1966 году на юге страны[49]
- Национальный музей Таджикистана (бывший республиканский объединённый музей историко-краеведческих и изобразительных искусств имени К. Бехзада)
- Геологический музей Таджикистана
- Национальная библиотека Таджикистана — самая большая в Центральной Азии[50]
- Памятники классикам таджикско-персидской литературы и деятелям науки и культуры Таджикистана
- Таджикский академический театр оперы и балета имени С. Айни
- Таджикская государственная филармония имени А. Джураева
- Музей музыкальных инструментов
- Таджикский академический драматический театр имени А. Лахути
- Русский государственный драматический театр имени В. Маяковского
- Государственный молодёжный театр имени М. Вахидова
- 3 летних амфитеатра
- Здание цирка
- Комсомольское озеро и прилегающий парк
- Парк культуры и отдыха имени Омара Хайяма
- Выставочный зал Союза художников Таджикистана
- Государственный театр кукол[51] («Лухтак»)

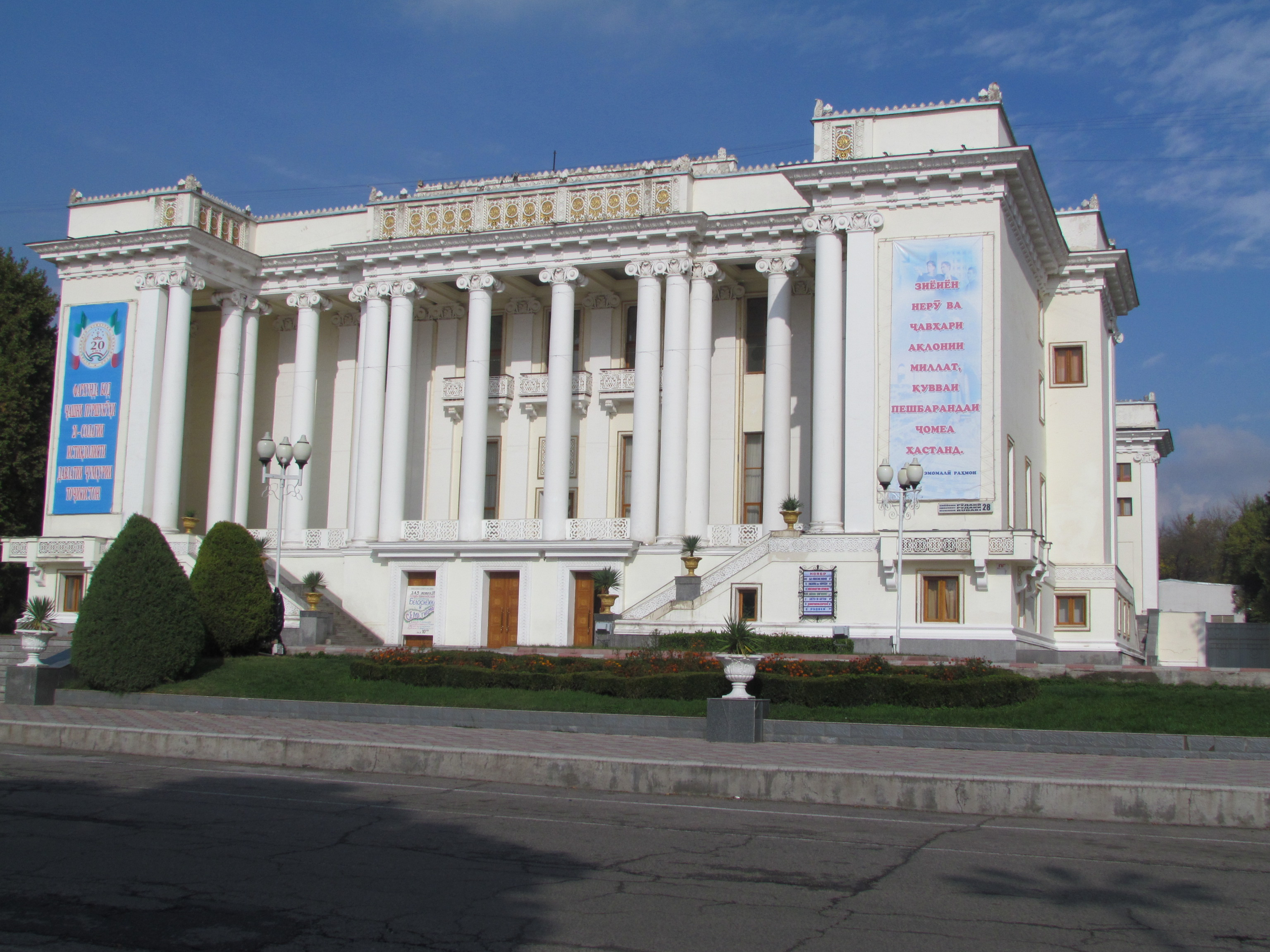
Таджикский академический театр оперы и балета имени С. Айни
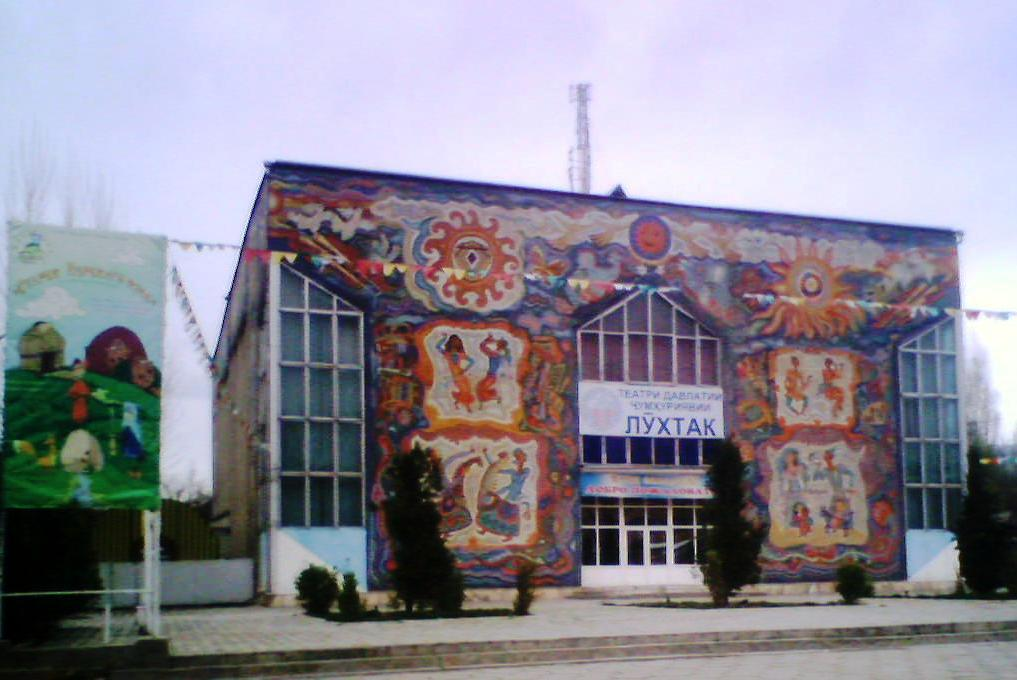
Театр кукол

### Кинотеатры
- «Кайхон»
- «Навруз»
- «8 Марта» (снесён)[52]
- «Джами» (снесён)
- «Молодёжный» (Джавонон) (снесён)
- «Ватан»
- «Зебуннисо»
- «Кинотеатр им. Горького» (в 2014 году здание передали театру «Ахорун» им. Мухаммаджона Косимова)[52]
- «Орлёнок»[52]

### Площади
- Дусти (площадь), 43-метровая арка и памятник Исмаилу Самани
- Площадь государственного флага
- Площадь имени Рудаки
- Площадь имени С. Айни и памятник С. Айни
- Площадь имени Абуали ибн Сино
- Площадь имени Карабаева
- Площадь имени Куйбышева (привокзальная)
- Площадь имени 800-летия Москвы (бывшая Театральная площадь)
- Площадь Шахидон (бывшая площадь имени Путовского)

### Сады и парки
- Ботанический сад Академии наук Таджикистана
- Городской сад «Боги Рудаки»[53] (бывший городской центральный парк культуры и отдыха им. Ленина)
- Парк культуры и отдыха имени С. Айни
- Городской парк района Шохмансур
- Комсомольское озеро и парк «Джавони» (Молодость)
- Сквер «Бустон»
- Сквер имени Куйбышева
- Сквер имени Мироненко
- Парк «Победы», в котором находятся Мемориал Победы и канатная дорога с двумя станциями
- Парк культуры и отдыха имени Омара Хайяма
- Аквапарк «Дельфин»[54]
- Детский городской парк
- Парк «Дустии халкхо» («Дружбы народов»)
- Парк Лучоб
- Душанбинский зоопарк — единственное подобное учреждение в Таджикистане. Зоопарк был основан в 1960 году, а для посещения был открыт 30 апреля 1961 года. В его коллекции представлены более 111 видов животных, численность представителей которых на 1 августа 2012 года составляет 835 особей. Зоопарк расположен на проспекте Исмоили Сомони напротив Комсомольского озера. Состоит из 5 отделов: парнокопытные и непарнокопытные, хищные животные, дикие птицы, экзотические птицы и акватеррариум.
- Комплекс «Истиклол»

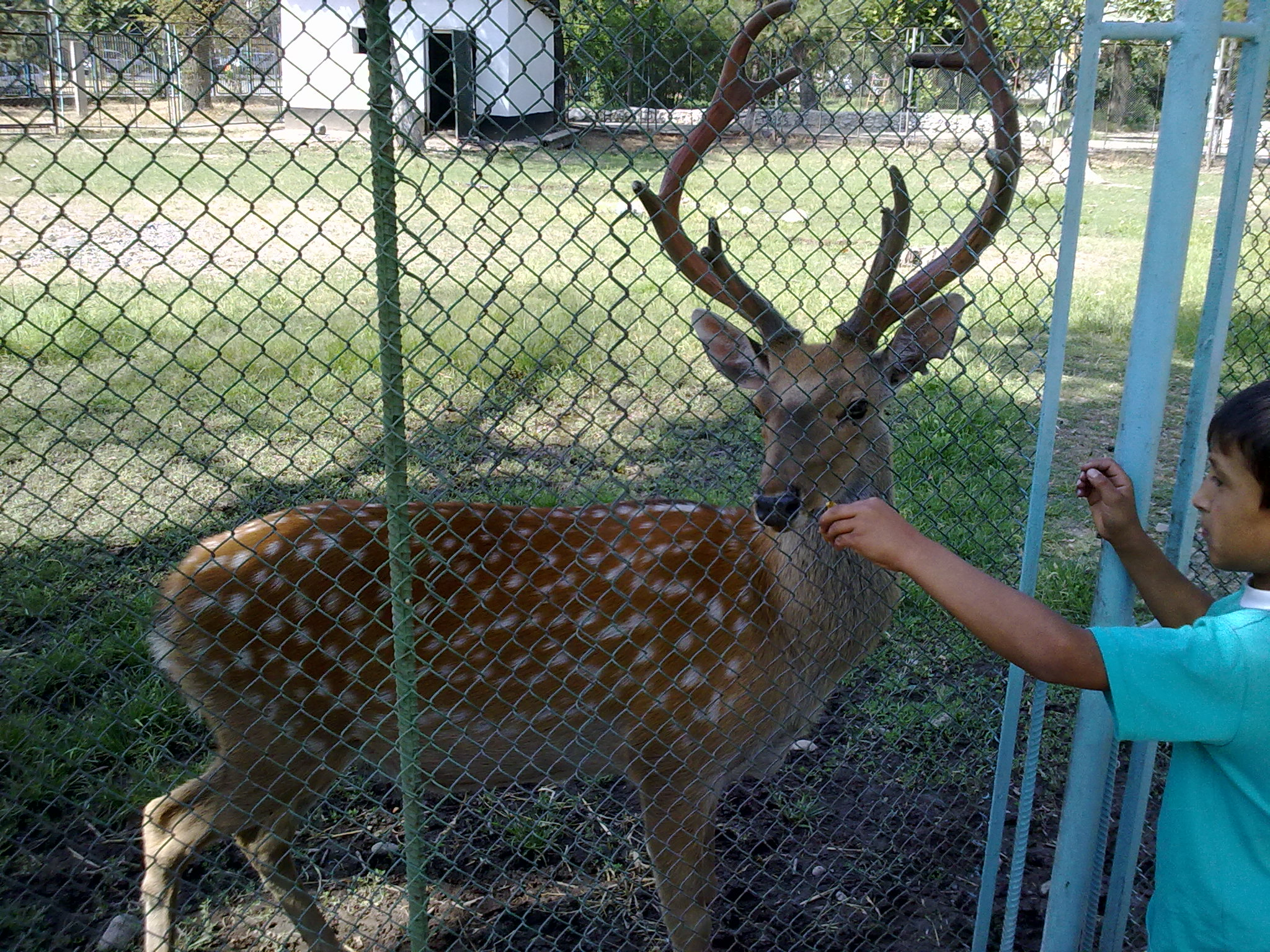
Пятнистый олень, самец
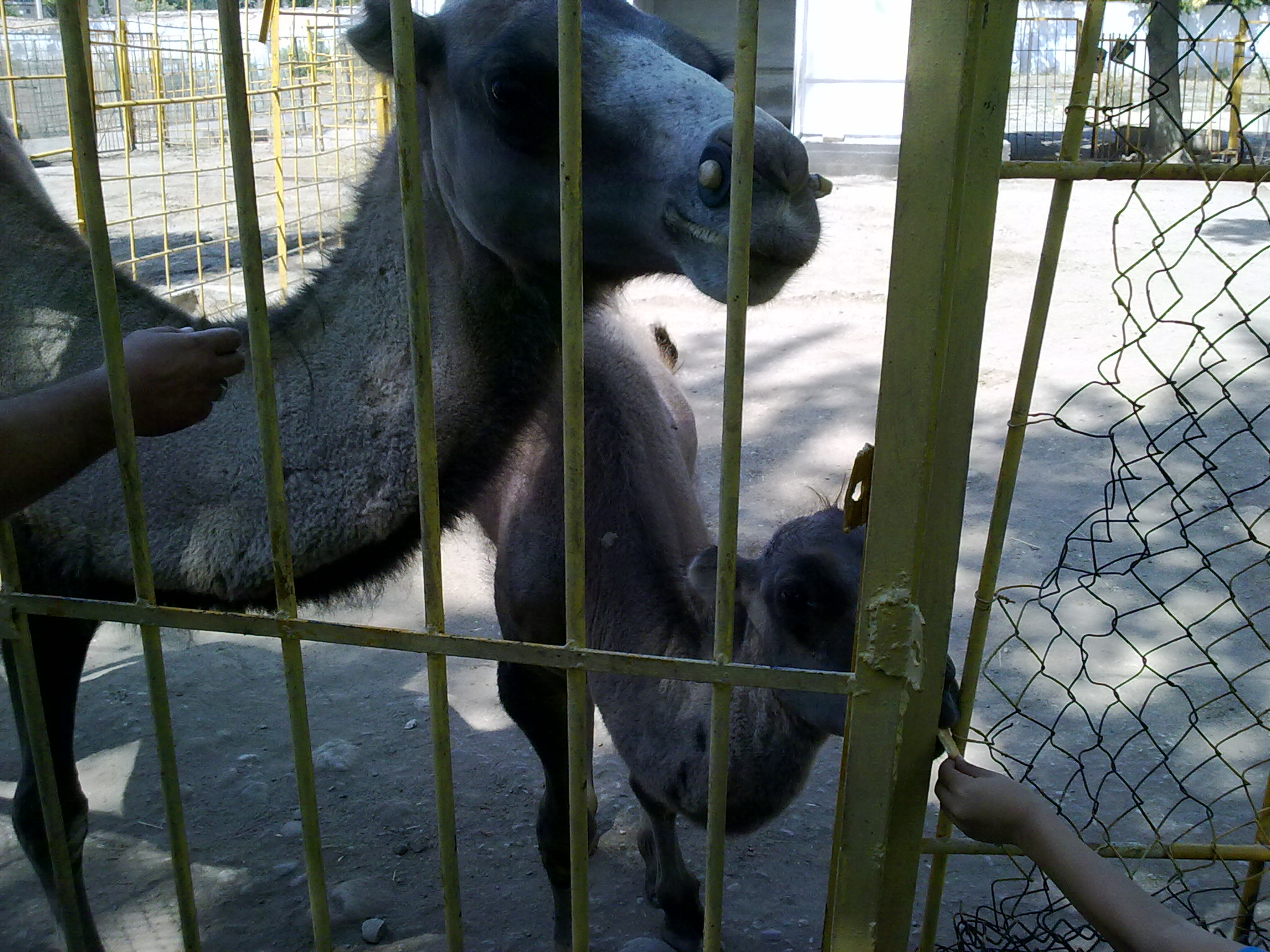
Верблюд и верблюжонок, август 2012

### Религиозные центры
- Духовный центр адвентистов седьмого дня (Кирха)
- Мечеть Ходжи Якуба
- Центральная соборная мечеть, самая большая мечеть Центральной Азии, в ней одновременно могут разместиться более 120 тысяч человек[42][55]
- Мечеть Сари Осиё[56]
- Центр исмаилизма[57]
- Свято-Никольский собор с Центральным городским кладбищем, в народе называемым русским кладбищем[58]
- Костёл св. Йозефа
- Душанбинская синагога и кладбище бухарских евреев

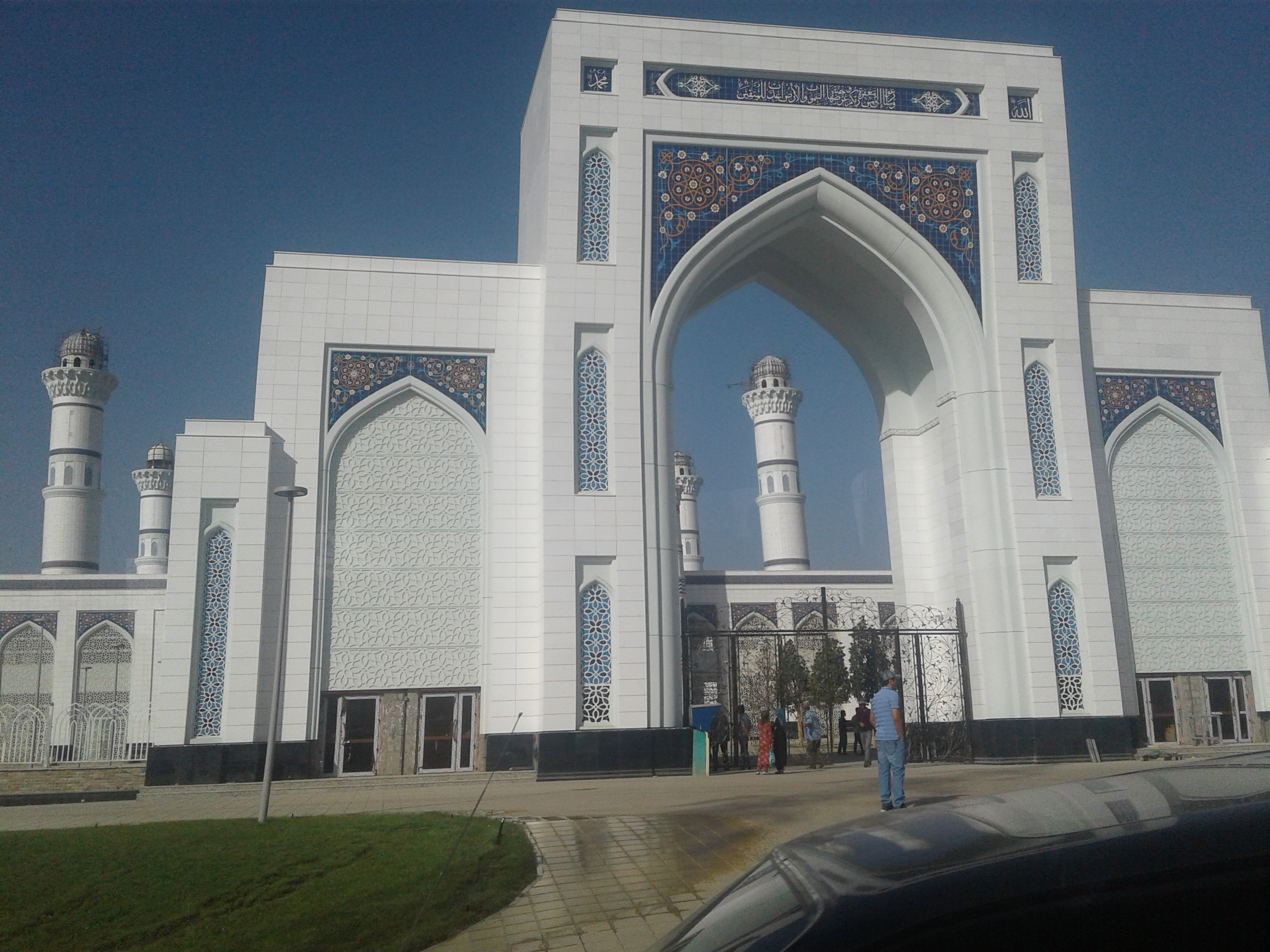
Центральная соборная мечеть Душанбе
Свято-Никольский собор
Духовный центр адвентистов седьмого дня (кирха) в г. Душанбе
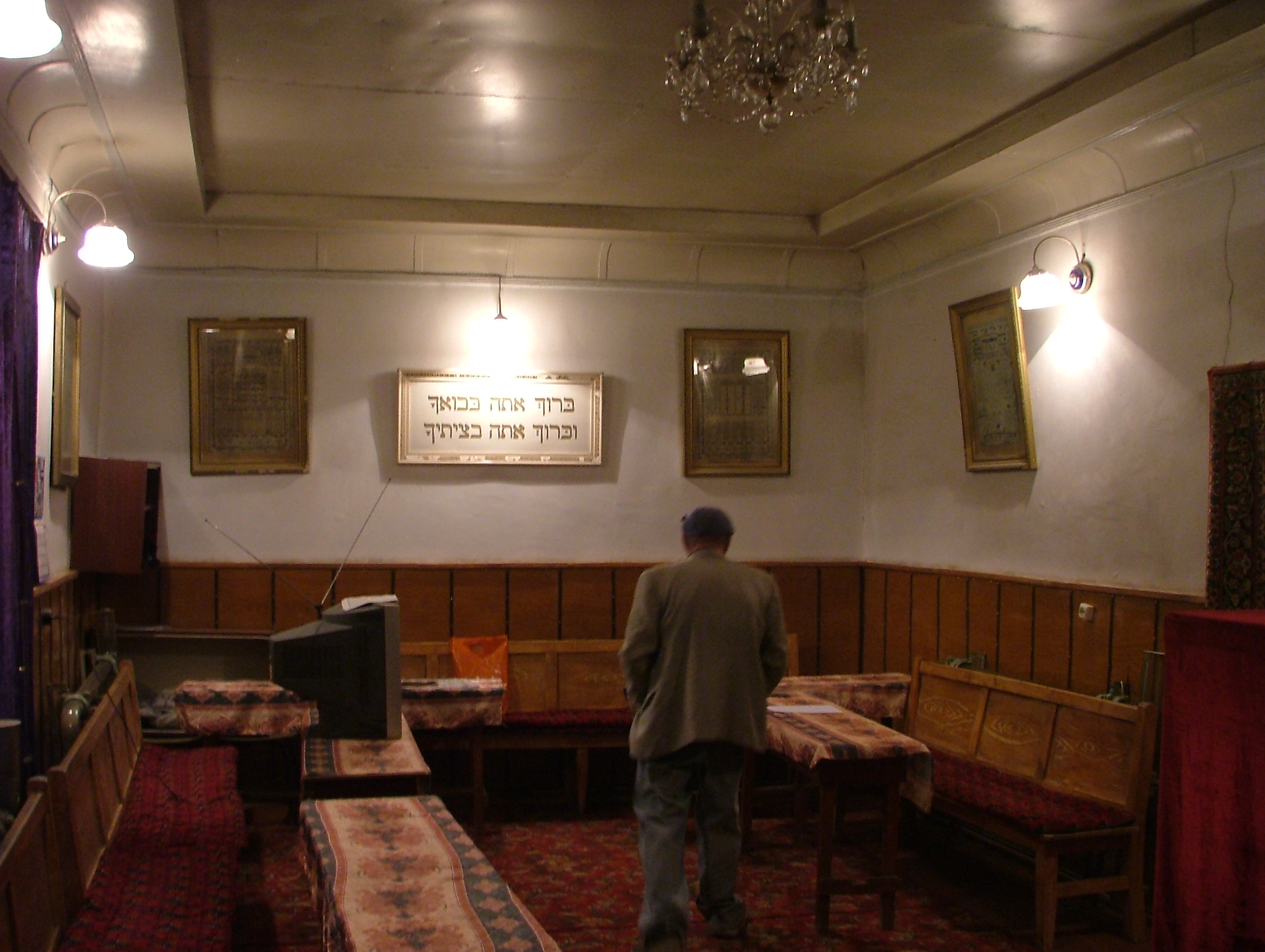
Душанбинская Синагога

- Кладбища: «Лучоб», «Сари Осиё», «Маркази», «Шохмансур» и «Мехробод»

## Связь
Душанбинская городская телефонная сеть имеет 13 станций, общая ёмкость которых составляет 108 200 номеров. В настоящее время имеется 90 400 номеров, в том числе 77 300 номеров относятся населению. В Душанбе начали свою деятельность около десятка компаний мобильной связи, таких как ОАО «Таджиктелеком», «Tcell» (ЗАО «Индиго Таджикистан»), «Мегафон — Таджикистан» (ЗАО «ТТ мобайл»), «Zet-Mobile» (ООО «Таком»), «Вавилон-М» (ЗАО «Вавилон-Мобайл») «Таджик мобайл», Omobile, а также интернет-провайдеров «TojNet», «Вавилон-Т», «Eastera», «Сатурн-Онлайн», «Интерком», «Telecom technology» и других.

## СМИ
В Душанбе выходят 4 правительственные республиканские газеты: «Джумхурият» (тадж. Ҷумҳурият) и «Садои мардум» на таджикском языке, «Народная газета» — на русском, и «Халқ овози» — на узбекском языке.
В годы независимости в Душанбе начали создаваться независимые медиа-холдинги и частные газеты.
Со спутника NSS-12 (57.0°E) осуществляется вещание восьмерых государственных телеканалов Таджикистана, которые расположены в Душанбе — Таджикистан, ТВ Сафина, информационный телеканал Джахоннамо, детско-юношеский телеканал Бахористон, спортивный телеканал Варзиш, футбольный телеканал Футбол и фильмовый телеканал Синамо.
В Душанбе работают республиканские книжные издательства «Ирфон», «Маориф», «Дониш», «Адиб», Таджикская энциклопедия. Выпускаются десятки газет и журналов на таджикском, русском и узбекском языках.

### Информационные агентства
По данным Министерства культуры Таджикистана, в республике (январь 2010) зарегистрированы 8 информационных агентств.

## Научные и учебные заведения

Таджикский национальный университет

Таджикский аграрный университет имени Ш. Шотемура

В Душанбе сосредоточена общественно-политическая и культурная жизнь республики. Здесь находятся Академия наук Таджикистана и 17 научно-исследовательских институтов, 17 ВУЗов и более 100 общеобразовательных и средних специальных учебных заведений:
- Таджикский национальный университет
- Таджикская национальная консерватория
- Таджикский государственный институт искусств имени М. Турсунзаде
- Таджикский институт финансов и экономики
- Технологический университет Таджикистана
- Российско-таджикский славянский университет
- Таджикский технический университет имени М. Осими
- Таджикский государственный медицинский университет имени Абу Али ибни Сино
- Таджикский государственный педагогический университет им. С.Айни
- Таджикский аграрный университет
- Таджикский государственный университет коммерции
- Исламский институт Таджикистана имени Имама Аъзама
- Таджикский государственный институт языков им. С. Улугзода
- Институт предпринимательства и сервиса
- Таджикский институт физической культуры
- Академия МВД Республики Таджикистан
- Военный институт МО РТ
- Высшая школа ГКНБ Республики Таджикистан
- Военный институт пограничных войск ГКНБ Республики Таджикистан
- Филиал Московского государственного университета[63]
- Филиал Национального исследовательского технологического университета «МИСИС» (Московский институт стали и сплавов)

## Учреждения здравоохранения

Диагностический центр

- Городская клиническая больница скорой медицинской помощи
- Кардиологический центр «Сино»
- Республиканская клиническая больница «Шифобахш» (Карияи-боло)
- Клиническая больница «Истиклол» (Самая большая больница в Средней Азии).

Самая большая больница в Средней Азии

## Спорт
- Дворец спорта «Таджикистан»
- Стадион «Авиатор»
- Стадион «Спитамен» («Спартак»)
- Центральный Республиканский стадион (является домашним для футбольного клуба «Истиклол»[64])
- Дворец тенниса «Касри теннис»
- Душанбинский Ипподром
- Душанбинский международный полумарафон
- Водный комплекс и дворец тенниса

## Международная деятельность
С 2006 года город Душанбе является членом Евразийского регионального отделения Всемирной организации «Объединённые Города и Местные Власти» (Евро-азиатское региональное отделение ОГМВ). Созданная в 2004 году при поддержке ООН Всемирная организация «Объединённые города и местные власти» (ВО ОГМВ) объединяет более 1000 городов и ассоциаций мира из 136 стран. Евразийское региональное отделение включает в себя 109 городов и ассоциаций местных властей стран СНГ и Монголии.
Бывший председатель города Душанбе Махмадсаид Убайдуллоев является членом Всемирного Совета ОГМВ.

## Список Председателей Хукумата
До 6 ноября 1994 года главой города был Председатель Душанбинского горисполкома:
- Мирзошариф Рахимов (1925—1926)
- Джума Зияев (1926—1928)
- Бобоназар Мирзоев (1928—1929)
- С. Вазиров (1929—1930)
- Дж. Якубов (1930—1931)
- Л. Ризоев (1931—1932)
- Б. Хамдамов (1932—1933)
- А. Ярмухаммедов (1933)
- Абдукарим Розыков (1934—1937)
- Дж. Шанбезаде (1937—1938)
- М. В. Калитин (1938—1940)
- Т. Е. Сараев (1940—1943)
- Ш. Юсуфов (1943—1947)
- Г. М. Якубов (1947—1950)
- К. Р. Ибрахимов (1950—1953)
- А. Асроров (1953—1956)
- Х. Х. Салибаев (1956—1957)
- Н. З. Бободжанов (1957—1960)
- Махмудбек Нарзибеков (1960—1967)
- М. Наимов (1967—1969)
- Худоназар Мамадназаров (1969—1976)
- К. М. Назиров (1976—1982)
- Н. Шорахмонов (1982—1986)
- М. М. Икромов (1986—1992)
- Мирзошариф Мирзоев[источник не указан 795 дней]

Председатели Хукумата (с 1994):
- Джамолиддин Мансуров (1993—1994)
- Юрий Поносов (1994—1996)
- Убайдуллоев, Махмадсаид Убайдуллоевич[65] (1996—12.01.2017)
- Эмомали, Рустам[6] (с 12.01.2017)

## Города-побратимы
У Душанбе 18 городов-побратимов (города отсортированы по дате подписания договора о породнении, указанной в скобках):
- Замбия: Лусака (август 1966[К 1])
- Йемен: Сана (25 июня 1967[К 2])
- Тунис: Монастир (24 ноября 1967[К 3])
- Пакистан: Лахор (15 сентября 1976[К 4])
- Австрия: Клагенфурт (1972[К 5])
- США: Боулдер (Колорадо) (8 мая 1987[К 6])
- Германия: Ройтлинген (5 октября 1991[К 7])
- Афганистан: Мазари-Шариф (13 июля 1991[К 8])
- Иран: Тегеран (12 марта 2001[К 9])
- Иран: Шираз (16 февраля 1992[К 10])
- Россия: Санкт-Петербург (6 октября 1991[К 11])
- Беларусь: Минск (21 июля 1998[К 12])
- Китай: Урумчи (10 сентября 1999[К 13])
- Турция: Анкара (11 декабря 2003[К 14])
- Китай: Сямынь (21 июня 2013[К 15])
- Туркменистан: Ашхабад (2017[К 16])[67]
- Китай: Циндао (18 сентября 2018[К 17])
- Китай: Хайнань (12 декабря 2018[К 18])
- Азербайджан: Баку (3 марта 2022[К 19])

### Города-партнёры
У города Душанбе 2 города-партнёра:
- Россия:
  - Москва (13 октября 1994)
  - Саратов (30 ноября 1999)

### Комментарии
1. ↑  Породнённые связи с городом Лусака установлены в августе 1966 года. 11 января 1989 года в городе Лусаке подписан Меморандум о сотрудничестве между городами Душанбе и Лусака.
2. ↑  Договор о породнении был подписан 25 июня 1967 года. 7 апреля 1988 года в городе Душанбе был подписан Протокол о сотрудничестве между городами Душанбе и Сана.
3. ↑  24 ноября 1967 года был подписан Протокол о породнении городов Душанбе и Монастир.
4. ↑  15 сентября 1976 года в городе Душанбе состоялось двухстороннее подписание Протокола о породнении городов Душанбе и Лахор.
5. ↑  Партнёрские связи между городами были установлены в 1972 году. 22 марта 1989 года был подписан Протокол о сотрудничестве между Магистратом города Клагенфурт и Душанбинским Горисполкомом в рамках совместных связей городов-побратимов. 13 марта 1993 года был подписан Протокол о сотрудничестве между городами Душанбе и Клагенфурт на 1993—1994 годы.
6. ↑  8 мая 1987 года было подписано Соглашение о породнении городов. 10 октября 1988 года был подписан Протокол о сотрудничестве между городами Душанбе и Боулдер на 1989—1990 годы.
7. ↑  24 марта 1990 года в городе Душанбе был подписан Протокол-намерение об установлении дружеских партнёрских отношений между городами Душанбе и Ройтлинген.
5 октября 1991 года в городе Ройтлинген было подписано Соглашение о породнении двух городов.
8. ↑  13 июля 1991 года были подписаны Протокол о породнении городов Мазори-Шариф и Душанбе и Соглашение об установлении экономического сотрудничества.
9. ↑  В июле 1995 года был подписан Протокол о породнении.
12 марта 2001 года в городе Тегеран было подписано новое Соглашение об экономическом сотрудничестве и Протокол о породнении городов Душанбе и Тегеран.
10. ↑  16 февраля 1992 года был подписан Договор о породнении городов Шираз и Душанбе. 12 марта 2001 года подписано Соглашение о сотрудничестве и породнении городов Душанбе и Шираз.
11. ↑  6 октября 1991 года в городе Душанбе подписано Соглашение о породнении городов Душанбе и Санкт-Петербург. 30 апреля 1999 года подписано новое Соглашение о породнении и Соглашение между Хукуматом (Правительством) города Душанбе и Администрацией Санкт-Петербурга о торгово-экономическом, научно-техническом и культурном сотрудничестве.
12. ↑  21 июля 1998 года в городе Минске между Председателем города Душанбе и Председателем Минского городского исполнительного комитета были подписаны Договор о породнении городов и Соглашение между Хукуматом (Правительством) города Душанбе и Минским городским исполнительным комитетом о сотрудничестве в торгово-экономической, научно-технической и культурной областях.
13. ↑  31 августа 1997 года было подписано Соглашение между Правительством города Урумчи и Хукуматом (Правительством) города Душанбе о торгово-экономическом, научно-техническом и культурном сотрудничестве. 10 сентября 1999 года в городе Душанбе подписано Соглашение об установлении побратимских отношений между городами Душанбе и Урумчи.
14. ↑  11 декабря 2003 года в городе Анкаре была подписана совместная Декларация о побратимстве и Соглашение о торгово-экономическом, научно-техническом и культурном сотрудничестве между Хукуматом города Душанбе и Муниципалитетом города Анкара.
15. ↑  20 июня 2013 года в городе Душанбе была подписана совместная Декларация о побратимстве и Соглашение о торгово экономическом сотрудничестве между Местным исполнительным органом государственной власти в городе Душанбе и Народным Правительством Сямэнь.
16. ↑  2 ноября 2017 года в ходе официального визита Президента Туркменистана в Республику Таджикистан между органами исполнительной власти Душанбе и Ашхабада подписано Соглашение об установлении побратимских отношений между городами Душанбе Республики Таджикистан и Ашхабадом Туркменистана. Документ о побратимстве подписали мэр Душанбе Рустам Эмомали и мэр Ашхабада Шомухаммад Дурдилиев.
17. ↑  18 сентября 2018 года в ходе визита Председателя Циндао в Душанбе между органами исполнительной власти Душанбе и Народным правительством Циндао был подписан Протокол об установлении побратимских отношений между Душанбе и Циндао Китайской Народной Республики. Документ о побратимах подписали исполнительный орган государственной власти города Душанбе, председатель города Душанбе Рустам Эмомали и от имени Народного правительства города Циндао председатель города Циндао Мэн Фан Ли.
18. ↑  12 декабря 2018 года в Душанбе между исполнительным органом города Душанбе и Народным правительством провинции Хайнань был подписан Протокол об установлении побратимских отношений между городом Душанбе Республики Таджикистан и провинцией Хайнань Китайской Народной Республики. Мэр Душанбе Рустам Эмомали и от имени Народного правительства провинции Хайнань заместитель губернатора Хайнаня г-н Ван Юнь.
19. ↑  3 марта 2022 было подписано Соглашение об установлении побратимских отношений.